# 共同音

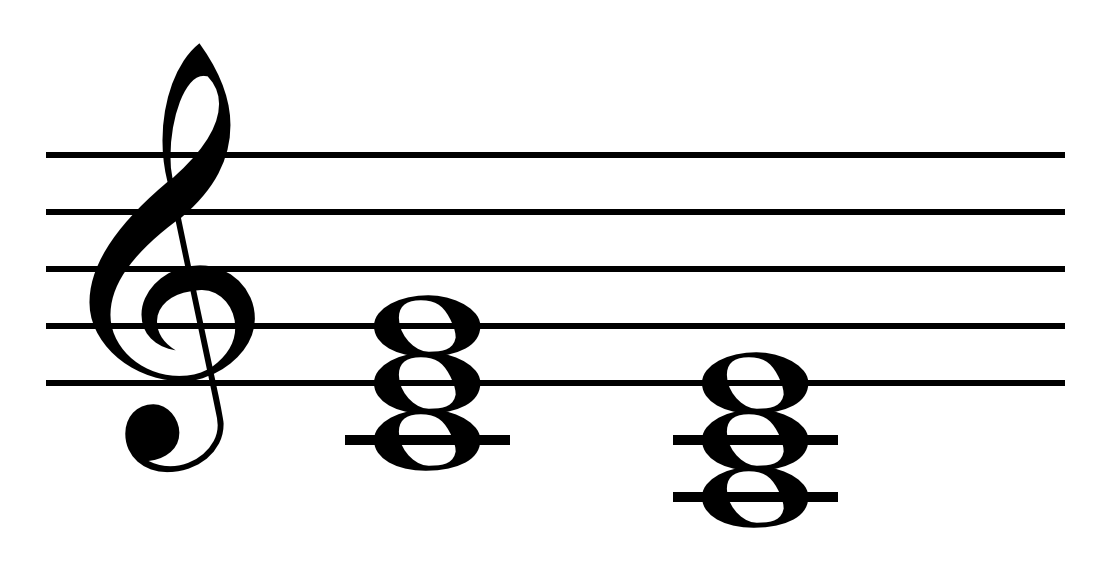
C大调的主音三和弦与A小调的主音三和弦有两个共同音。

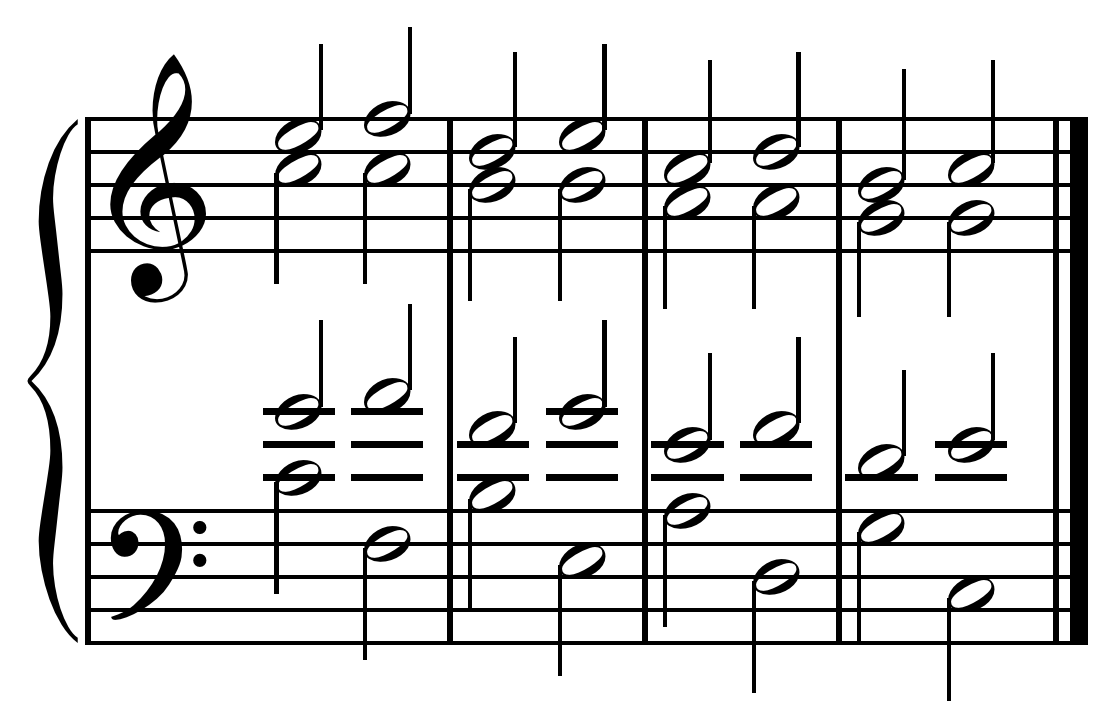
C大调下的五度圈和弦进行（vi–ii–V–I progression）。两个为一组的和弦中，由上往下数的第二个音为两和弦的共同音。

音乐中的共同音表示的是两个（或多个）和弦（或音集）所共有的一组音高集合，例如和弦進行中从一个和弦进行到下一个和弦时保持不变的那个音符。在声部进行与和弦配置中有时需要对共同音进行考虑：在决定是否要保持两个相邻和弦之间的某个共同音的时候，这个共同音可能会影响到转位的使用。由于声部进行的原则要求最平滑与最小的和声运动，对共同音的保持符合了这个原则。其他的一些文献中对共同音的定义如下：“两个和弦共有的音符被称作共同音”(Diller 1921，第87頁)；共同音是“两个三和弦所共有的音符”(Benward & Saker 2003，第162頁)。
相邻两个和弦共有的音符被称为共同音。根音为（自然音阶上）两个相邻音级的和弦之间没有共同音。除此之外，（自然音阶上的）任意两个和弦之间都有共同音。共同音有时也被称作连接音（connecting tones），在某些声部的写作中常成为被延长保留到下一拍的音符。相差四个或者五个音级的和弦之间有一个共同音；相差三个或者六个音级的和弦之间有两个共同音；而相差一个或者七个音级的和弦之间没有共同音。(Woodruff 1899，第61頁)
Abbé Vogler、Gottfried Weber、Moritz Hauptmann、A. B. Marx，以及其他的早期音乐理论学家强调“处理和声进行的时候应注意共同音保持与平滑的声部进行”(Engebretson 2008，第109頁)。这两个注意点被认为可能是当时音乐创作的准则(Klauser 1890，第202頁)。

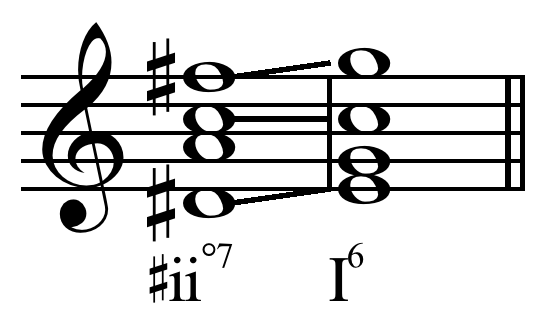
共同音减七和弦

共同音减七和弦（Common-tone diminished seventh chords）可以解决到根音为两和弦共同音的和弦（例如♯iio 解决到 I6）。